# Mudathir El Tahir
Mudathir El Tahir (23 de julho de 1988) é um futebolista sudanês que atua como atacante.

## Carreira
Mudathir El Tahir representou o elenco da Seleção Sudanesa de Futebol no Campeonato Africano das Nações de 2012.